# Sopera

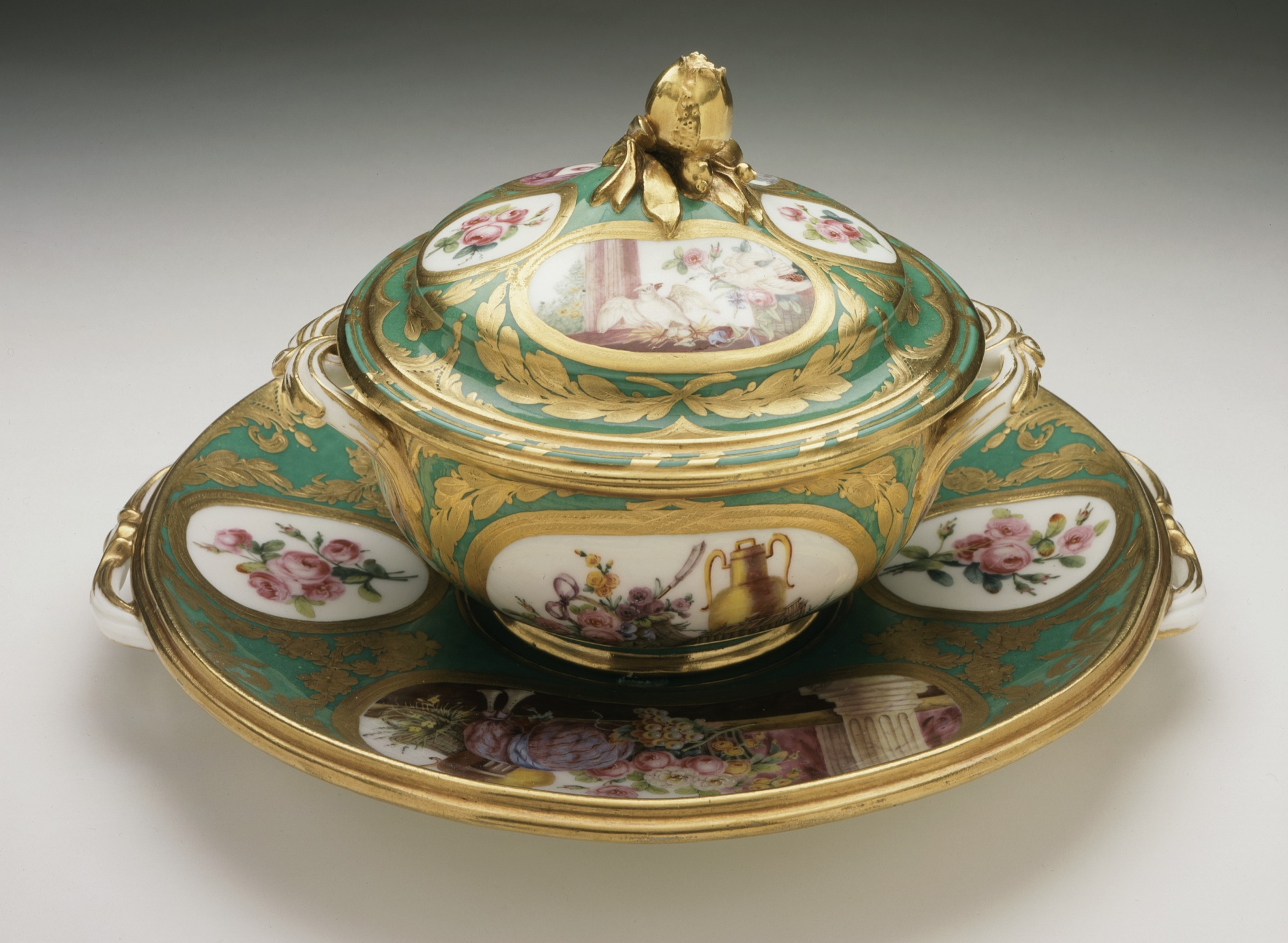
Sopera de porcellana.

Una sopera és un recipient ampli i profund generalment cobert amb tapa que s'empra per posar aliments com ara sopes o guisats. El seu material més comú de fabricació és la pisa encara que també existeixen soperes metàl·liques.

## Història
La història de les soperes es pot remuntar a l'ús del bol comunitari. La sopera com a obra d'art i recipient pràctic podria haver arribat a ser moda en els segles xvii i xviii a França essent les soperes d'aquest període objectes ricament ornamentats.
Les soperes constitueixen una peça de la vaixella que es combinant en disseny amb les tasses i plats i és el mètode més pràctic per a servir prop de sis persones.